# Enrico Cappelletti
Enrico Cappelletti (Padova, 5 febbraio 1968) è un politico italiano.

## Biografia
Laureato in Scienze politiche, indirizzo internazionale, presso l’Università degli Studi di Padova con 105/110 nel 1994, ha conseguito due specializzazioni post-universitarie presso il Centro Estero delle Camere di Commercio del Veneto e l'Università di Oxford.
Ha lavorato per aziende private in Italia e all’estero, ricoprendo anche i ruoli di direttore e membro di Consiglio di Amministrazione. Successivamente ha svolto l'attività di consulente e fondato una società che opera nel settore dei servizi di certificazione legati alla sostenibilità ambientale di processi e prodotti. 
È sposato con Viviana e ha due figli.

## Attività politica

### Gli inizi ed elezione a senatore
Alle elezioni politiche del 1996 viene candidato alla Camera dei deputati nel collegio elettorale di Padova centro storico, sostenuto dalla Lega Nord, dove ottiene il 18.97% delle preferenze, arrivando terzo dietro Piero Ruzzante in rappresentanza dell'Ulivo e della Lega Autonomia Veneta (41,35%) e Gianluca La Torre del Polo per le Libertà (38,95%).
Nel 2009 riprende l'attività politica aderendo al Movimento 5 Stelle, cinque anni dopo alle elezioni politiche viene eletto senatore come capolista nella circoscrizione Veneto. Durante la XVII legislatura è stato membro della Commissione Giustizia, componente della Commissione parlamentare d'inchiesta sulle cause del disastro del traghetto Moby Prince, del Comitato parlamentare Schengen, Europol e immigrazione, della Commissione bicamerale per l'attuazione del federalismo fiscale e membro sostituto del Comitato parlamentare per i procedimenti di accusa. Da giugno ad ottobre 2017, in virtù del Regolamento interno del gruppo M5S che prevedeva la rotazione della carica, è stato presidente del gruppo. Ha scritto e depositato da primo firmatario sette disegni di legge in materia di riforma della prescrizione, concussione, corruzione ed abuso d’ufficio; lavoro all’interno del carcere; interdizione dai pubblici uffici e incapacità a contrarre con la P.A. (cd. “daspo ai corrotti”); istituzione di una Commissione di inchiesta sul dissesto della Banca Popolare di Vicenza e di Veneto Banca; disposizioni in materia di giustizia telematica. È stato primo firmatario, inoltre, di 1.043 emendamenti, 113 ordini del giorno e 77 tra mozioni, risoluzioni ed interrogazioni. 

### Fuori dal Parlamento
Tra il 2018 e il 2019 è stato Responsabile dell'Ufficio legislativo del sottosegretario di Stato alla Presidenza del Consiglio dei ministri con delega all'informazione e all'editoria Vito Crimi.
Non si presenta per un secondo mandato nel 2018, ma alle elezioni regionali in Veneto del 2020 si candida a presidente della Regione per il M5S e ottiene il 3,25%, a fronte di un 2,70% di lista, venendo distanziato da Luca Zaia del centrodestra (76,79%) e da Arturo Lorenzoni del centro-sinistra (15,72%) e non riuscendo a ottenere un seggio in Consiglio regionale.

### Elezione a deputato
Alle elezioni politiche anticipate del 2022 viene candidato alla Camera dei deputati, tra le liste del Movimento 5 Stelle come capolista nel collegio plurinominale Veneto 2 - 01, risultando eletto deputato. Nella XIX legislatura è componente della 10ª Commissione Attività produttive, commercio e turismo e segretario del gruppo parlamentare M5S a Montecitorio.